# Benjamin Wildman-Tobriner
Benjamin Marshall Wildman-Tobriner dit Ben Wildman-Tobriner (né le 21 septembre 1984 à San Francisco en Californie) est un nageur américain spécialiste des épreuves de sprint en nage libre. Son palmarès est riche d'un titre olympique obtenu en 2008 à Pékin, d'un titre mondial en grand bassin remporté en 2007, ainsi que de nombreuses récompenses conquises sur le sol américain parmi lesquelles deux titres nationaux individuels.

## Biographie
Brillant élève diplômé de l'école préparatoire Lick-Wilmerding de San Francisco en 2003, Ben Wildman-Tobriner est l'un des meilleurs nageurs de la côte ouest des États-Unis. Il détient en effet plusieurs records chronométriques dans différentes catégories d'âges juniors et se constitue un palmarès national junior dès 2002. À partir de 2003, il rejoint l'Université Stanford et l'équipe des Cardinal qu'il représente à l'occasion des compétitions universitaires. Après une première année discrète, la saison 2004-2005 est riche en succès puisque les Cardinal remportent le titre de la Pac 10 et terminent seconds aux championnats NCAA. Le nageur améliore quant à lui ses meilleurs temps et signe entre autres un podium individuel sur 50 yards nage libre aux championnats NCAA. Il progresse l'année suivante en décrochant deux médailles d'argent individuelles lors de ces mêmes championnats sur 50 et 100 yards (derrière Cullen Jones et Garrett Weber-Gale).
Dès 2004, le nageur s'était distingué en décrochant une cinquième place sur 50 m nage libre lors des Trials (il prend par ailleurs la 17e place sur 100 m nage libre). En 2005, il est sacré sur 50 m nage libre lors des Championnats nationaux après avoir participé pour la première fois aux Championnats du monde organisés à Montréal. Lors de ceux-ci, Wildman-Tobriner participe aux séries du relais 4×100 m nage libre mais pas à la finale lors de laquelle l'équipe américaine remporte le titre mondial. L'année suivante, l'Américain obtient une première sélection individuelle dans un championnat international à l'occasion des Championnats pan-pacifiques 2006 disputés à Victoria. Il y obtient notamment une cinquième place finale sur 50 m nage libre. Vainqueur du 50 m des sélections nationales, Ben Wildman-Tobriner dispute les Championnats du monde 2007 en individuel sur 50 m nage libre. Qualifié pour la finale de cette épreuve avec le sixième temps des demi-finales, il surprend ses adversaires en finale en remportant la course en 21 secondes et 88 centièmes devant son compatriote Cullen Jones et le Suédois Stefan Nystrand.
En 2008, Wildman-Tobriner améliore ses records personnels à l'occasion des Trials organisées à Omaha quelques semaines avant les Jeux olympiques d'été de 2008 prévus à Pékin. Auteur d'un temps de 48 s 59 en séries du 100 m nage libre, il approche ce nouveau record personnel en finale pour obtenir in extremis sa sélection au sein du relais 4×100 m nage libre américain partant pour la Chine. Sur 50 m, la champion du monde en titre défend son statut en finissant deuxième de la course derrière Garrett Weber-Gale et obtient ainsi sa qualification olympique en individuel (grâce à un temps de 21 s 65).
Aux Jeux olympiques, il est aligné lors des séries du relais 4×100 m nage libre au sein du quatuor américain. Lui et ses trois coéquipiers battent le record du monde mais il n'est pas aligné parmi les titulaires qui remportent la finale en battant de nouveau le record planétaire le lendemain. Sa participation lors des séries suffit à le sacrer champion olympique. Il termine par ailleurs son unique épreuve individuelle, le 50 m nage libre, au cinquième rang à 15 centièmes de seconde du podium.

## Palmarès

### Jeux olympiques
- Jeux olympiques d'été de 2008 à Pékin (Chine) :
  -  Médaille d'or au titre du relais 4 × 100 m nage libre[Note 1].

### Championnats du monde
- Championnats du monde 2007 à Melbourne (Australie) :
  -  Médaille d'or sur 50 m nage libre (21 s 88 en finale).

## Records

### Record du monde battu
Benjamin Wildman-Tobriner a battu un record du monde dans sa carrière. Le 10 août 2008, lors des Jeux olympiques d'été de 2008, il fait en effet partie du quatuor américain qui bat le record du monde du relais 4×100 m nage libre en grand bassin en 3 min 12 s 23, un temps amélioré dès le lendemain sans lui cette fois. Lors du record planétaire, il était accompagné d'Adrian Nathan, Cullen Jones et Matt Grevers.